# Jessica Samuelsson
Jessica Samuelsson, nascida em 1992, em Norrköping, é uma futebolista sueca, que atua como defesa.

Atualmente, joga pelo Linköpings FC.

## Clubes
- Linköpings FC

## Títulos
- Jogos Olímpicos de 2016 – Futebol feminino